# Canal Nou Dos
Canal Nou Dos (parfois orthographié Canal Nou 2) est une ancienne chaîne de télévision régionale espagnole appartenant à la Radio Télévision valencienne (RTVV), organisme public de la Communauté valencienne. Lancée en 1997, elle est fusionnée avec Canal Nou 24 en juillet 2013.

## Présentation
Comme les autres chaînes du groupe, elle a une vocation de service public et diffuse des émissions à dominante culturelle, centrées sur la culture et le patrimoine valenciens.

## Historique
Second canal de la radio-télévision publique valencienne après Canal Nou, la chaîne voit le jour le 9 octobre 1997 sous le nom de Notícies 9. Elle est alors principalement centrée sur l'information, à l'image de ce qu'est Canal Nou 24 aujourd'hui. Elle est rebaptisée Punt 2 ultérieurement, sa grille des programmes devenant plus éclectique, incluant deux grands rendez-vous d'information, auxquels sont adjoints des documentaires, des émissions culturelles, des émissions pour enfants et des retransmissions sportives, le tout intégralement en valencien (à la différence de Canal Nou, où espagnol et valencien sont utilisés conjointement). En 2005, ses dirigeants décident de moderniser son image, avec notamment de nouveaux logo et habillage. En 2009, les journaux télévisés sont déplacés sur Canal Nou 24, la nouvelle chaîne d'information en continu créée par la RTVV. L'année suivante, la chaîne prend le nom de Canal Nou 2.
Canal Nou Dos se veut particulièrement proche des traditions et de la culture valenciennes, auxquels sont consacrés de nombreuses émissions comme Cor de festa (reportages sur les fêtes et les traditions des villages valenciens) ou Bandàlia (reportages sur la musique valencienne en général et les bandas en particulier). La chaîne diffuse également des programmes consacrés aux enfants, tel le Babaclub. Le week-end, la chaîne s'ouvre aux sports, retransmettant notamment des matchs des équipes valenciennes de football et de basketball.
À partir du 30 mars 2009, la chaîne n'est plus diffusée en analogique mais uniquement sur la télévision numérique terrestre (TDT), dans le multiplex de RTVV, qui couvre 96 % de la Communauté valencienne.
Pour des raisons budgétaires, Canal Nou 2 disparaît et fusionne avec Canal Nou 24 le 6 juillet 2013. Cette dernière cesse d'émettre le 29 novembre suivant, comme les autres chaines du groupe RTVV.

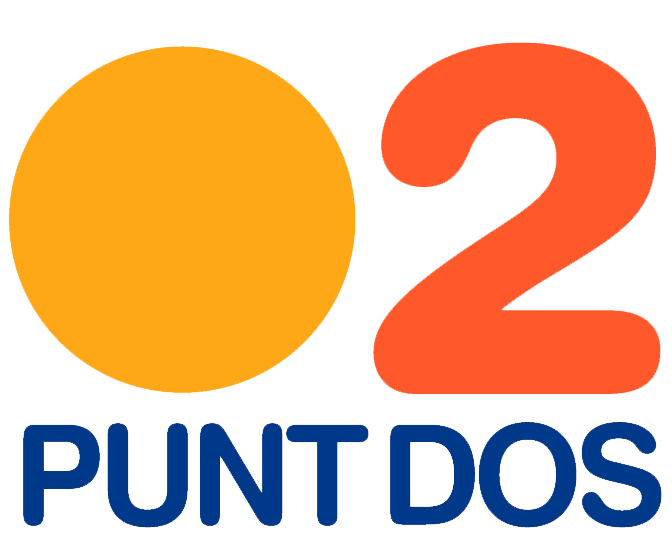
Logo de 1997 à 2005
Logo de 2005 à 2010
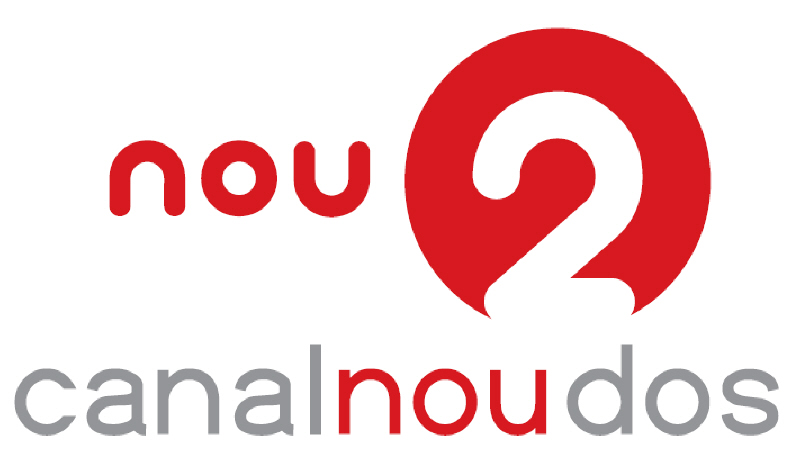
Logo de 2010 à 2013